# Incêndios em Alt Empordà em 2012
Em julho de 2012, dois incêndios em Alt Empordà (Catalúnia - Espanha), começaram nos municípios de la Jonquera e Portbou, afetando a província de Girona por três dias. O primeiro incêndio começou ao meio-dia e afetou 13,800 hectares, 19 municípios, deixou cerca de 3.200 pessoas sem energia elétrica e 1.700 sem serviço telefônico, além de matar duas pessoas que tentaram fugir das chamas se atirando em precipícios.